# Wilmot (Pennsylvania)
Wilmot è una township degli Stati Uniti d'America, nella contea di Bradford nello Stato della Pennsylvania. Secondo il censimento del 2000 la popolazione è di 1.177 abitanti.

## Società

### Evoluzione demografica
La composizione etnica vede una maggioranza di quella bianca (98,22%), seguita dagli afroamericani(0,34%) dati del 2000.
| township di Wilmot Popolazione |       |
| 2000                           | 1.177 |
| Stima al 2009                  | 1.175 |